# Німецький передпарламент
Німецький передпарламент (нім. Vorparlament) З'їзд німецьких політиків з метою підготовки Національної асамблеї. Засідання відбувались у Франкфурті-на Майні з 31 березня по 3 квітня 1848. Головував Карл Йозеф Антон Міттермайер. Учасники з'їзду не обиралися і не представляли усі держави Німецького Союзу. У більшості вони були активними членами парламентів окремих держав Союзу. Зокрема, австрійські землі були представлені тільки двома депутатами, в той час як Велике Герцогство Баденське мало 72 представника, а Велике князівство Гессен представляли 84 особи. Таким чином, Предпарламент був «почесним парламентом» без демократичної легітимності. Після дискусій Передпарламент ухвалив рішення проти волі лівого крила, яке тимчасово полишило засідання, співпрацювати з тодішнім Бундестагом і провести вибори Національного зібрання через рішення Бундестагу. Крім того Передпарламент обрав з числа провідних лібералів комісію для підготовки проекту конституції для національних зборів.
| Прапор Німеччини | Це незавершена стаття про Німеччину. Ви можете допомогти проєкту, виправивши або дописавши її. |

| Історія | Це незавершена стаття з історії. Ви можете допомогти проєкту, виправивши або дописавши її. |